# Chondrorrhina picturata
Chondrorrhina picturata är en skalbaggsart som beskrevs av Edgar von Harold 1878. Chondrorrhina picturata ingår i släktet Chondrorrhina och familjen Cetoniidae. Inga underarter finns listade i Catalogue of Life.